# Buddhista ház

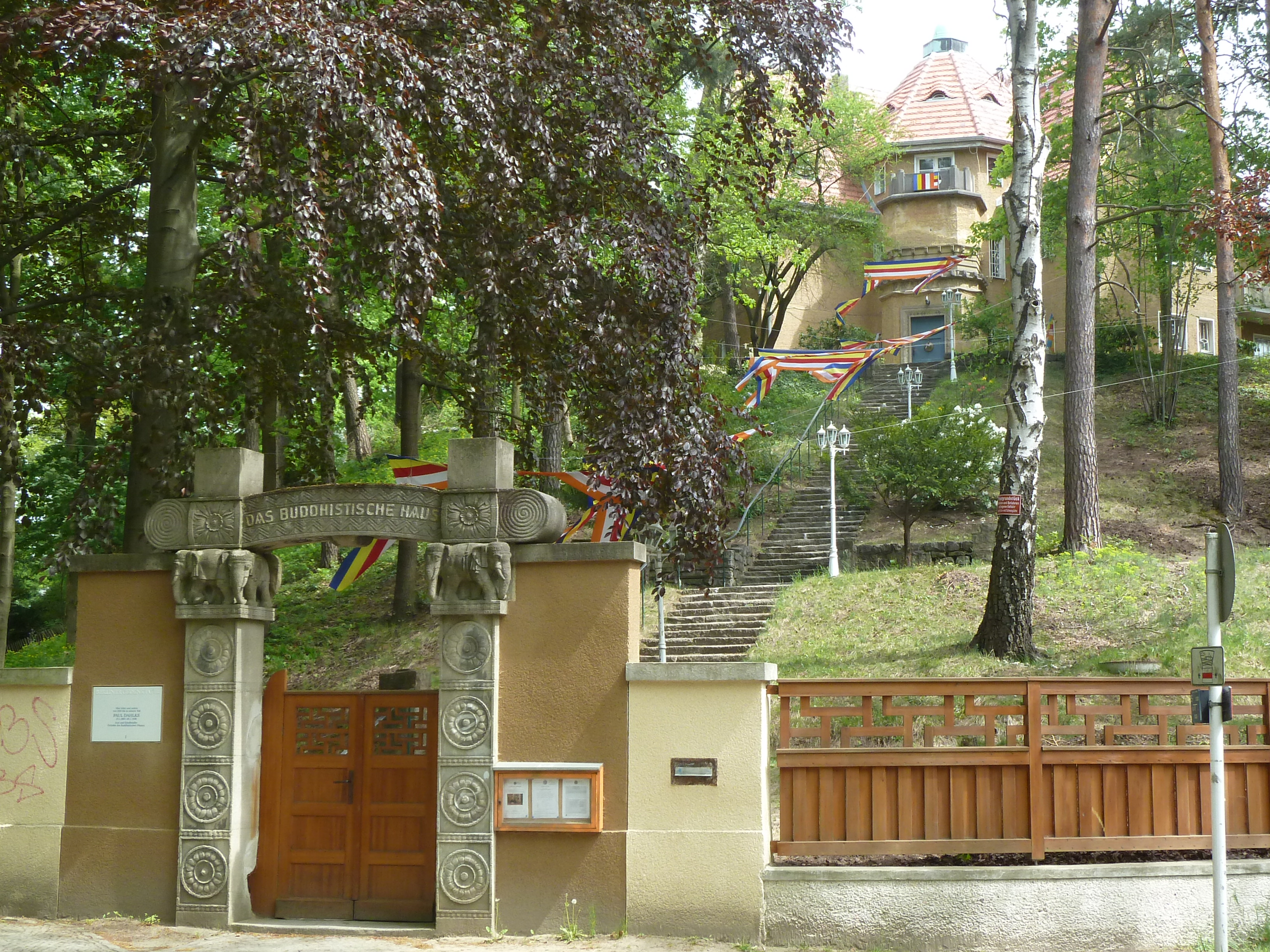
Az Elefánt-kapu után 73 lépcsőfok vezet a templomig. A képen láthatóak a vészák ünnep zászlói.

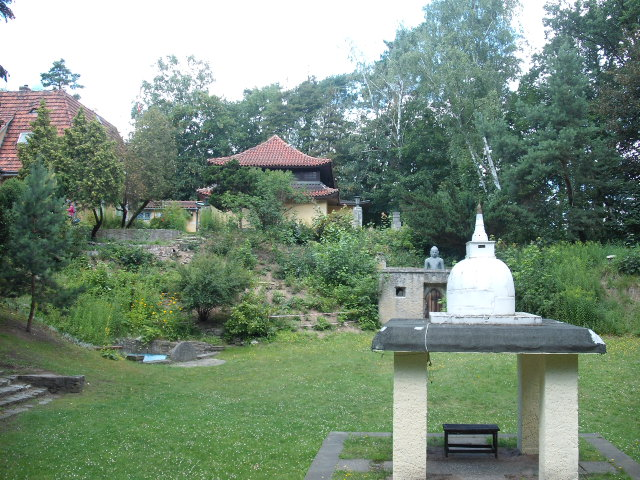
A templom kertje és egyik épülete, amely a hagyományos Srí Lanka-i építészet stílusában épült

A Buddhista ház (Das Buddhistische Haus) templomegyüttes Németország fővárosában. A berlini vihárát Európa legrégibb és legnagyobb théraváda buddhista központjának tartják, amely német nemzeti örökségnek számít.

## Története
A fő épületet Max Meyer építész tervezte Paul Dahlke orvos számára, aki az első világháború előtt több alkalommal járt Srí Lankán, és felvette a buddhizmus vallásként. Az 1924-ben elkészült épület stílusa hordozza a Srí Lanka-i építészet és kultúra jegyeit. Dahlke irányításával ez a ház vált a németországi buddhizmus központjává. 1928-ban bekövetkezett halála után a rokonai örökölték a házat, és azután a buddhisták egy közeli házban tartották összejöveteleiket. 1941-re a náci kormány betiltotta a buddhista találkozókat és a publikációkat. A háború után menekültek éltek a negyedben, így az épületek állapota olyannyira leromlott, hogy a bontást fontolgatták. 1957-ben tudomást szerzett  a Buddhsta házról a ceiloni Asoka Weeraratna, aki megvette Dahlke unokaöccsétől a területet a Német Dharmaduta Társaság (GDS) nevében. Ekkor hozták helyre és alakították ki a mai templomegyüttest.
Hittérítő Dharmaduta buddhista szerzetesek érkeztek a házba, elsősorban Srí Lankából, amely Nyugat-Európa legfőbb buddhista központjává vált. The temple is open to the public and was visited by about 5,000 people in 2006.

## A templomegyüttes
Az Elefánt kapun való belépés után 73 lépcsőfokon keresztül lehet eljutni a főépülethez, amely otthont ad többek között a könyvtárnak és a meditációs teremnek. A vendégek elszállásolására külön épület szolgál. A kertben álló Kuanjin szobrát 1959-ben adományozta a háznak a japán Nagoja városa.

## Dahlke mottója
Paul  Dahlke által készített mottó:
- Amit teszünk, bárki megláthatja
- Amit mondunk, bárki meghallhatja
- Amit gondolunk, bárki megismerheti[* 1]